# Forn de Ca l'Anglada
El Forn de Ca l'Anglada és una obra de Fontcoberta (Pla de l'Estany) inclosa a l'Inventari del Patrimoni Arquitectònic de Catalunya.

## Descripció
Situat als Boscos de Ca l'Anglada, a escassa distància del camí d'accés al mateix Mas Anglada.
Estructura arquitectònica de planta quadrangular paredada amb pedra sense treballar. En resta semi derruït el mur amb dues boques per on s'introduïa la llenya a la cambra de combustió. Es tracta d'obertures d'arc rebaixat, bastides amb rajoles disposades a sardinell. Resta també el mur oposat, del qual tenim a la vista la part interior, construït amb maons.
Construcció coberta en part per la vegetació circumdant.

## Història
El forn formava part de la rajoleria de Ca l'Anglada, feta en el moment de construcció del mas, cap al segle xviii.
Fitxa F30 Agents Rurals: 2016.
Alta l'IPAC- VRA 2016